# 北邦熱蘇斯

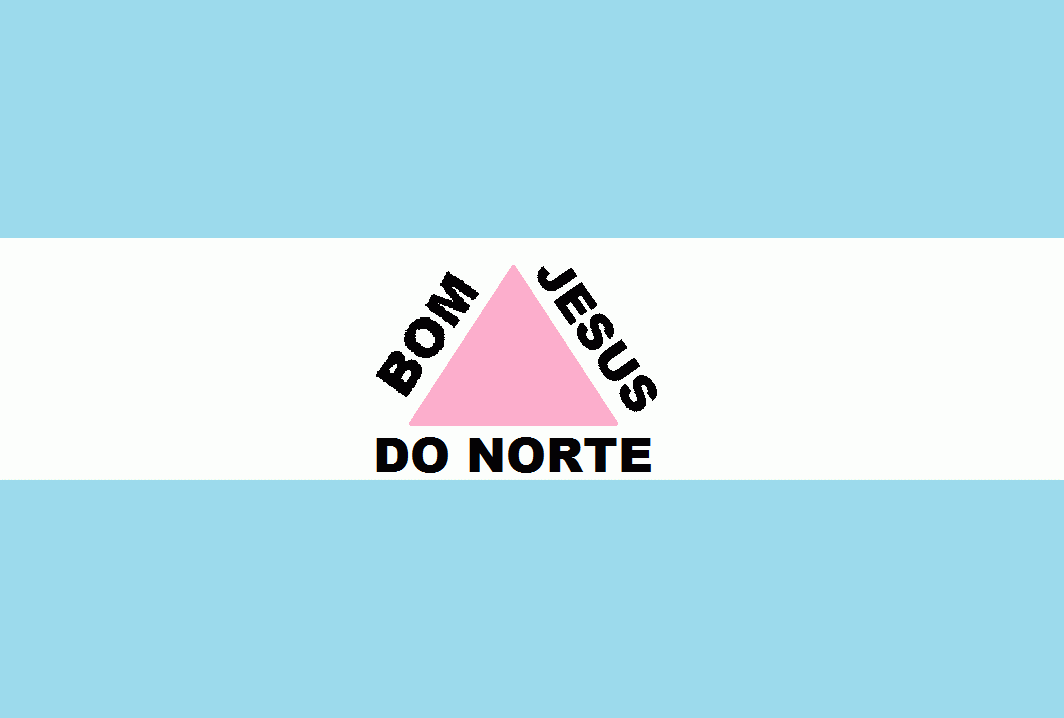
北邦熱蘇斯的旗幟

21°06′50″S 41°40′19″W / 21.11389°S 41.67194°W
北邦熱蘇斯（葡萄牙語：Bom Jesus do Norte），是巴西的城鎮，位於該國東南部，由聖埃斯皮里圖州負責管轄，面積89平方公里，海拔高度70米，2010年人口9,479，人口密度每平方公里106.37人。